# Pastor inglés
El perro pastor inglés es una raza dentro del grupo de los Collie, desarrollada en Estados Unidos a partir de perros de granja traídos por ingleses y escoceses en los primeros tiempos de la historia del país. Es extremadamente versátil como perro de trabajo.
El pastor inglés es muy inteligente, capaz de sacar adelante cualquier trabajo canino en la granja, utilizado en pastoreo muy variado (vacuno, ovino, caprino, porcino), vigilancia, caza, erradicador de alimañas y roedores, y compañía para los niños. Es un perro activo que, como otros del grupo collie, necesita ejercicio diario y aprendizaje para expresar su carácter de forma equilibrada.
Posiblemente se trata de una de las razas más comunes durante el siglo XIX, antes de que se le diera al pedigree la importancia que tiene hasta nuestros días. Muchos granjeros apreciaban esta raza por su versatilidad y no por su estándar de apariencia, siendo criados en función de sus habilidades y no para exhibiciones.

## Galería

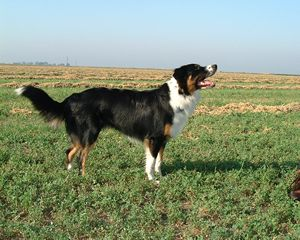
Pastor inglés tricolor en el prado.
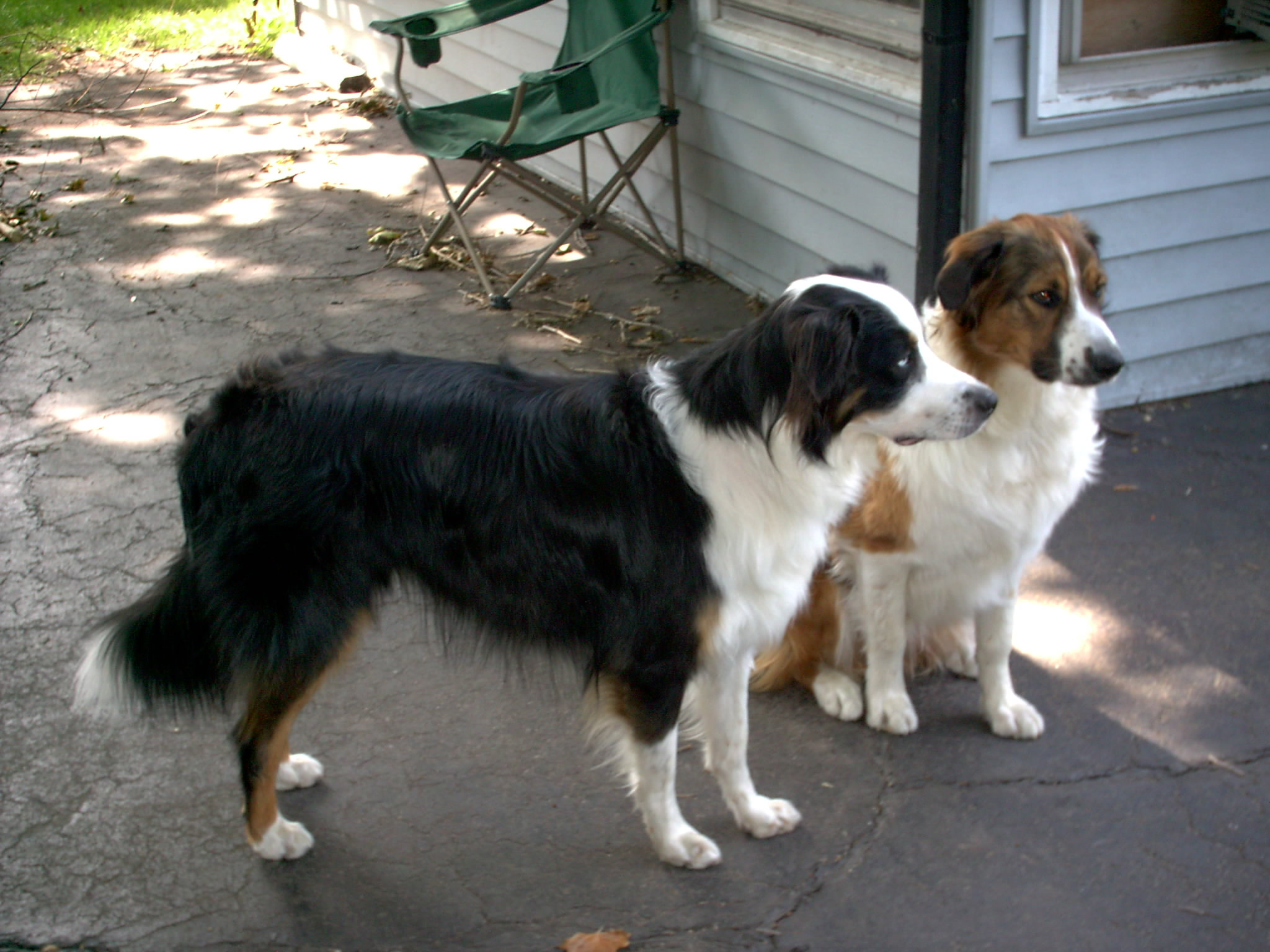
Dos machos
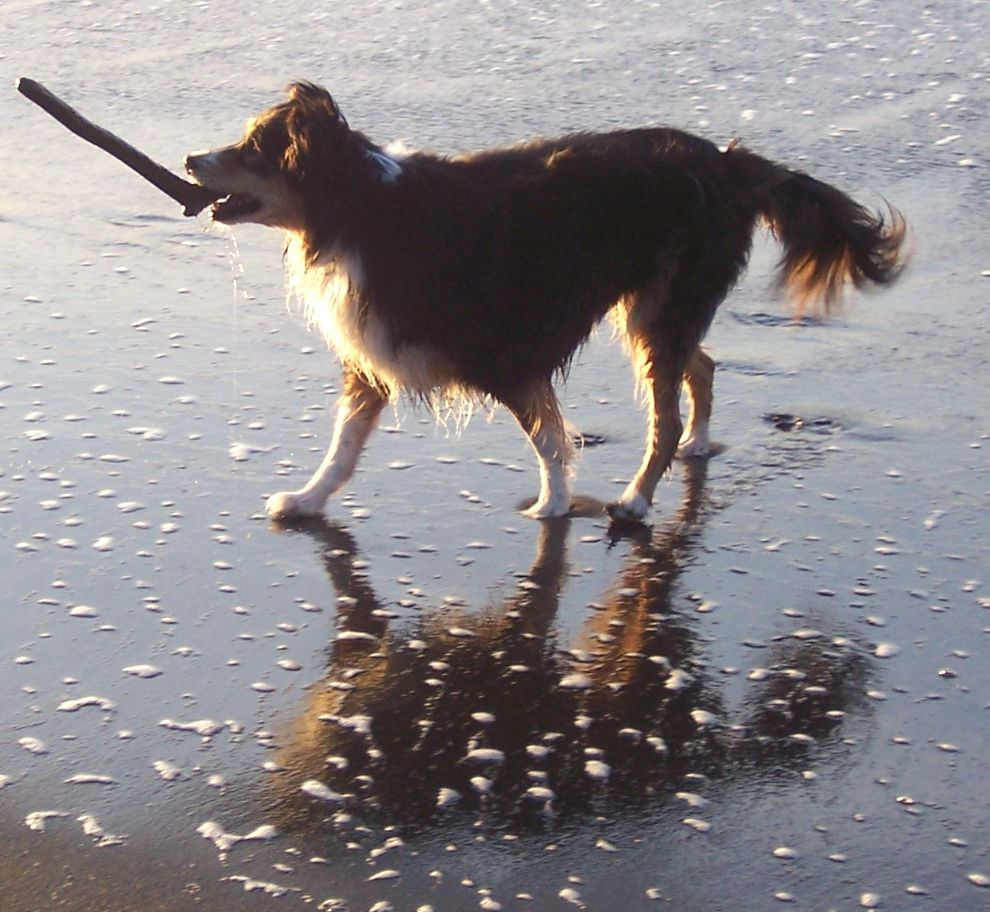
Pastor inglés tricolor en la playa

.